# John Clayton Nienstedt
John Clayton Nienstedt, né le 18 mars 1947, est un archevêque américain. Le 15 juin 2015, le pape François accepte sa démission.